# Anarchie
Anarchie (altgriechisch ἀναρχία anarchía „Herrschaftslosigkeit“, von ἀρχία archía „Herrschaft“ mit verneinendem Alpha privativum) bezeichnet einen Zustand der Abwesenheit von Herrschaft. Er findet hauptsächlich in der politischen Philosophie Verwendung, wo der Anarchismus für eine solche soziale Ordnung wirbt.
Anarchisten wollen die Gesellschaft sich selbst regeln lassen, etwa über Räte, freie Übereinkunft oder rein funktionale Entscheidungen, mit den Worten von Pierre-Joseph Proudhon: „Anarchie ist Ordnung ohne Herrschaft.“
Eine zentrale Person des neuzeitlichen Anarchismus im deutschsprachigen Raum, Horst Stowasser, bezog sich ebenfalls auf diese programmatische Definition Proudhons.
Landläufig wird Anarchie auch mit einem durch die Abwesenheit von Staat und institutioneller Gewalt bedingten Zustand gesellschaftlicher Unordnung, Gewaltherrschaft und Gesetzlosigkeit angenommen und vor allem in vielen Medien häufig den eigentlichen Sinn verfälschend im Schlagwort „Chaos und Anarchie“ verwendet. Die tatsächliche Bezeichnung für einen solchen Zustand ist jedoch Anomie.

## Übersicht

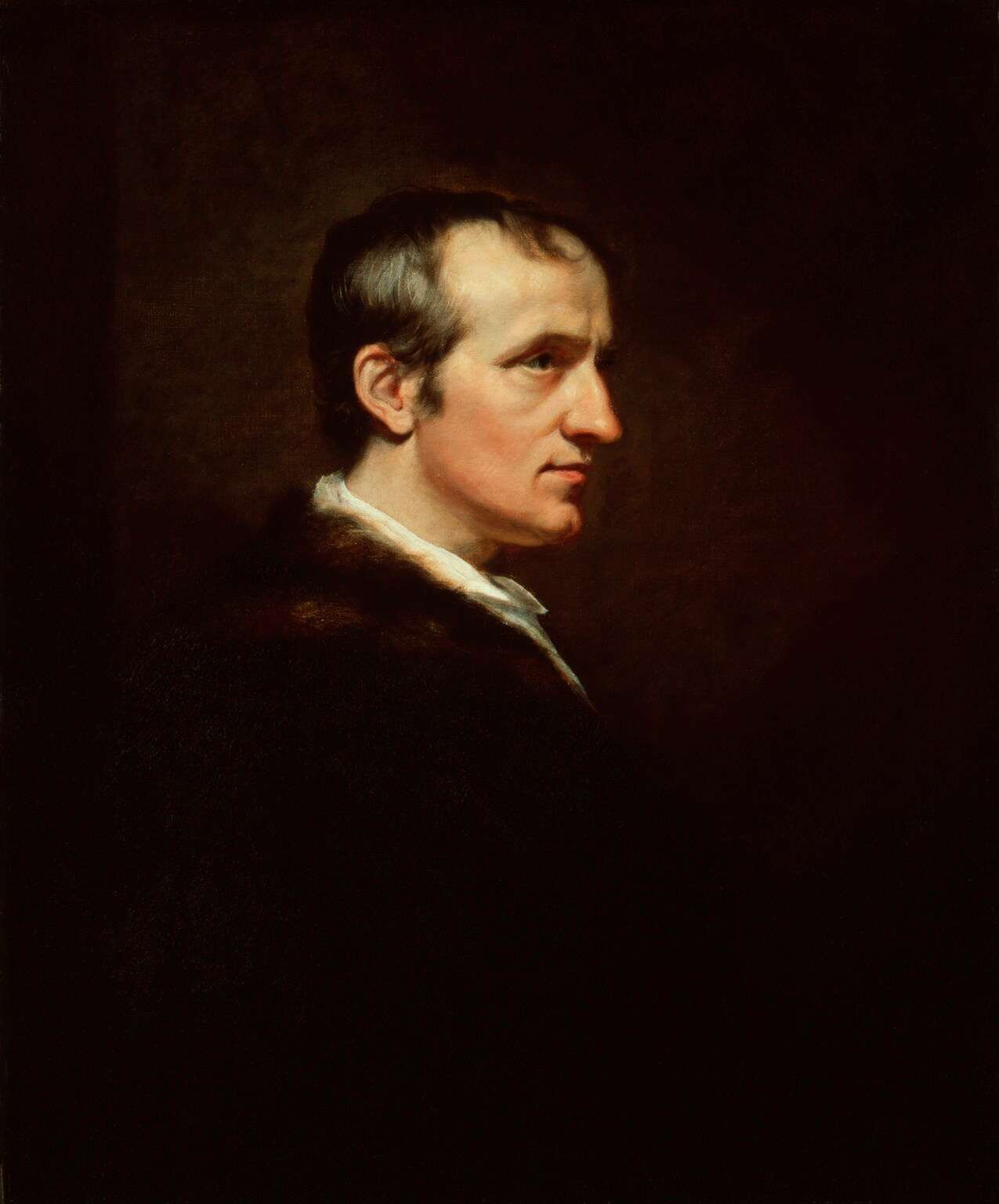
Der Schriftsteller William Godwin

Die ursprüngliche Bedeutung des Begriffs in der Antike wurde im Laufe der letzten Jahrhunderte in verschiedenartigen philosophischen und humanwissenschaftlichen Denkschulen überformt, die vielgestaltige Gesellschaftsordnungen mit dem Wort „Anarchie“ benennen. Hier sind vor allem die Denkschulen des Anarchismus, in denen Anarchie als politische Utopie entwickelt und umzusetzen versucht wird, sowie Vertreter der Sozialanthropologie und der politischen Anthropologie zu nennen, die Gesellschaftsordnungen von bestimmten indigenen Völkern als Anarchien charakterisieren. Entsprechende Kulturen indigener Völker werden von Ethnologen wie Marshall Sahlins als gleichwertig zur westlichen Kultur angesehen.
Allen obigen Anarchien gemeinsam ist per definitionem die Abwesenheit von Herrschaft, die als repressiver Modus von Macht verstanden werden kann. Demnach sind bestimmte Machtverhältnisse wie die Beeinflussung durch freiwillig angenommene Autoritäten (Mentoren, Trainer, Berater etc.) mit Anarchie vereinbar, werden aber nicht durch Repression erzwungen. Insbesondere existiert in Anarchien keine lenkende Zentralgewalt, also kein Staat. Bekannte Anarchien sind dennoch von sozialen Normen und Regeln geprägt, unter anderem zur institutionalisierten Abwehr der Entstehung von Herrschaft.
Neben der Politischen Theorie ist der Begriff der Anarchie als Beschreibung in die Internationalen Beziehungen eingegangen. Alle Metatheorien dieser Disziplin nehmen in unterschiedlichem Maße an, dass Anarchie in den Internationalen Beziehungen bestehe, da es keine weltweite Regulierungsinstanz gebe.

## Begriffsgeschichte

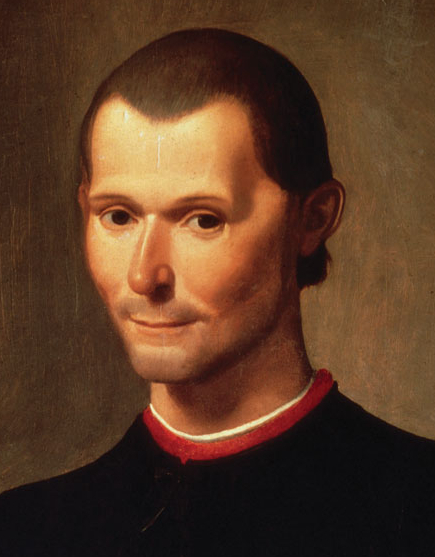
Der Politiker Niccolò Machiavelli

Im Laufe der Zeit wurde das Wort „Anarchie“ neutral zur Beschreibung eines Zustandes und zuweilen abwertend zur Beschreibung eines unerwünschten Sachverhaltes verwendet, bevor es schließlich der Beschreibung eines erwünschten Gesellschaftsmodells diente.
Die Gedankengänge zur Anarchie entstanden bereits im Altertum. Der eigentliche Begriff Anarchie entstand erst im 19. Jahrhundert als Gegenbewegung und politisches Gegenkonzept zur Monarchie und zur Demokratie. Ursprünglich bedeutete Anarchie in der griechischen Antike die Abwesenheit des Alleinherrschers (Archon).
Die Dichter Homer (8. Jahrhundert v. Chr.) und Herodot (490 bis etwa 420/25 v. Chr.) nennen Anarchia eine Gruppe Menschen oder Soldaten „ohne Anführer“. Bei Xenophon (um 580 bis 480 v. Chr.) wird der Begriff erstmals für Herrscherlosigkeit verwendet: die „Anarchia“ ist ein Zeitraum ohne obersten Staatsbeamten, den Archon. Euripides (480–407 v. Chr.) bezeichnet damit Seeleute ohne Leiter. Aristoteles (384 bis 322 v. Chr.) beschrieb Anarchie als „Situation von Sklaven ohne Herren“. Max Nettlau sieht hingegen die bloße Existenz des Wortes „An-Archia“ als Beleg, „dass Personen vorhanden waren, die bewusst die Herrschaft, den Staat verwarfen“, und „erst als dieselben bekämpft und verfolgt wurden, haftete diese Bezeichnung an ihnen im Sinn der der bestehenden Ordnung gefährlichsten Rebellen“.
Das lateinische Lehnwort anarchia, das dem antiken Rom nicht bekannt war, taucht zum ersten Mal im Mittelalter auf und wird in seiner negativen Bedeutung verwendet: Niccolò Machiavelli nutzt den Begriff Anarchie zur Beschreibung von Degenerationserscheinungen der Demokratie. Machiavellis Staatstheorie unterscheidet in Anlehnung an Aristoteles zwischen drei positiven (Monarchie, Aristokratie und Demokratie) und drei negativen Herrschaftsformen (Tyrannei, Oligarchie und Anarchie).
Im deutschen Sprachraum wurde Anarchie wahrscheinlich erstmals in einem Lexicon Philosophicum mit folgender Definition verwendet:

“ANARCHIA est, quando in civitate nullus senatus, judicia, leges. Majus est malum, quam tyrannis”

„ANARCHIE existiert, wenn es keinen Senat, kein Recht und kein Gesetz gibt. Sie ist von größerem Übel als die Tyrannei.“

Schon im 18. Jahrhundert wurde Anarchie in Lexika zur Beschreibung einer nicht deutlich ablehnend gewerteten Urform von vorstaatlicher Gemeinschaft und Gesellschaft herangezogen. Immanuel Kant definierte Anarchie als „Gesetz und Freiheit ohne Gewalt“. Während der Französischen Revolution wird die Personenbezeichnung „Anarchist“ erneut mit negativer Konnotation versehen: Allem Anschein nach ist es der Girondist Jacques Pierre Brissot, der ihn in einer Wahlrede vom 23. Mai 1793 zur Diskreditierung des politischen Gegners benutzt. Im gleichen Jahr formuliert William Godwin in seinem Werk Enquiry concerning political justice, dass jedwede obrigkeitliche Gewalt als ein Eingriff in die private Urteilskraft anzusehen sei. Seine Ideen werden lange Zeit nicht aufgenommen. Erst Pierre-Joseph Proudhon bezeichnet sich selbst in positivem Sinne als Anarchist und stellt die wesentlichen Elemente des Anarchismus in seinem Werk Qu’est-ce que la propriété? zusammen. Er formuliert: „Eigentum ist Diebstahl.“
Im deutschsprachigen Raum sprach sich Ludwig Börne als erster für Anarchie in der Gesellschaft aus:

„Nicht darauf kommt es an, daß die Macht in dieser oder jener Hand sich befinde: die Macht selbst muß vermindert werden, in welcher Hand sie sich auch befinde. Aber noch kein Herrscher hat die Macht, die er besaß, und wenn er sie auch noch so edel gebrauchte, freiwillig schwächen lassen. Die Herrschaft kann nur beschränkt werden, wenn sie herrenlos – Freiheit geht nur aus Anarchie hervor. Von dieser Notwendigkeit der Revolution dürfen wir das Gesicht nicht abwenden, weil sie so traurig ist. Wir müssen als Männer der Gefahr fest ins Auge blicken und dürfen nicht zittern vor dem Messer des Wundarztes. Freiheit geht nur aus Anarchie hervor – das ist unsere Meinung, so haben wir die Lehren der Geschichte verstanden.“

## Gesellschaftsordnungen indigener Kulturen
Die Gesellschaftsordnungen archäologischer und indigener Kulturen werden bisweilen als „regulierte Anarchie“ bezeichnet. Häufiger ist jedoch der Bezug auf die Akephalie (Herrschaftslosigkeit) und die damit verbundene Egalitäre Gesellschaft.

## Gesellschaftsmodell im Anarchismus
Im Anarchismus ist Anarchie die angestrebte Wirtschafts- und Gesellschaftsform freier und gleicher Menschen.
Der Autor David Edelstadt formulierte in einem Gedicht:

„Eine Welt in der keiner regieren soll, über die Arbeit und Mühe eines anderen, […] Das ist Anarchie. Eine Welt in der Freiheit jeden beglückt, den Schwachen den Starken ‚ihn’ und ‚sie’ wo ‚deins’ und ‚meins’ keinen unterdrücken wird – Das ist Anarchie.“

Erich Mühsam definierte:

„Anarchie, zu deutsch: ohne Herrschaft, ohne Obrigkeit, ohne Staat, bezeichnet somit den von den Anarchisten erstrebten Zustand der gesellschaftlichen Ordnung, nämlich die Freiheit jedes einzelnen durch die allgemeine Freiheit. In dieser Zielsetzung, in nichts anderem, besteht die Verbundenheit aller Anarchisten untereinander, besteht die grundsätzliche Unterscheidung des Anarchismus von allen andern Gesellschaftslehren und Menschheitsbekenntnissen. (…) Die Verneinung der Macht in der gesellschaftlichen Organisation ist das maßgebliche Wesensmerkmal der Anarchie.“

Anarchie bedeutet somit für Anarchisten, dass jeder Mensch sich ohne unterdrückende Autorität und in freier Assoziation mit anderen Menschen entfalten kann. Eine solche Organisationsstruktur wird hierarchie-, zwangs- und gewaltfrei gedacht und sollte nicht mit einer herkömmlichen Verwaltung verwechselt werden. Eine anarchistische Gesellschaft ist eine Gesellschaft, in der jeder Mensch selbst beziehungsweise in Kooperation mit anderen für die eigenen Lebensumstände Verantwortung übernimmt. Es gibt keinerlei lenkende Zentralgewalt. Sanktionen gehen nicht von einer Führungsschicht aus, sondern sind nur möglich, wenn vorher vereinbarte Regeln verletzt wurden. Als weitestgehende Konsequenz wird dabei der Ausschluss aus der kommunalen Gemeinschaft angeführt.

## 20. und 21. Jahrhundert

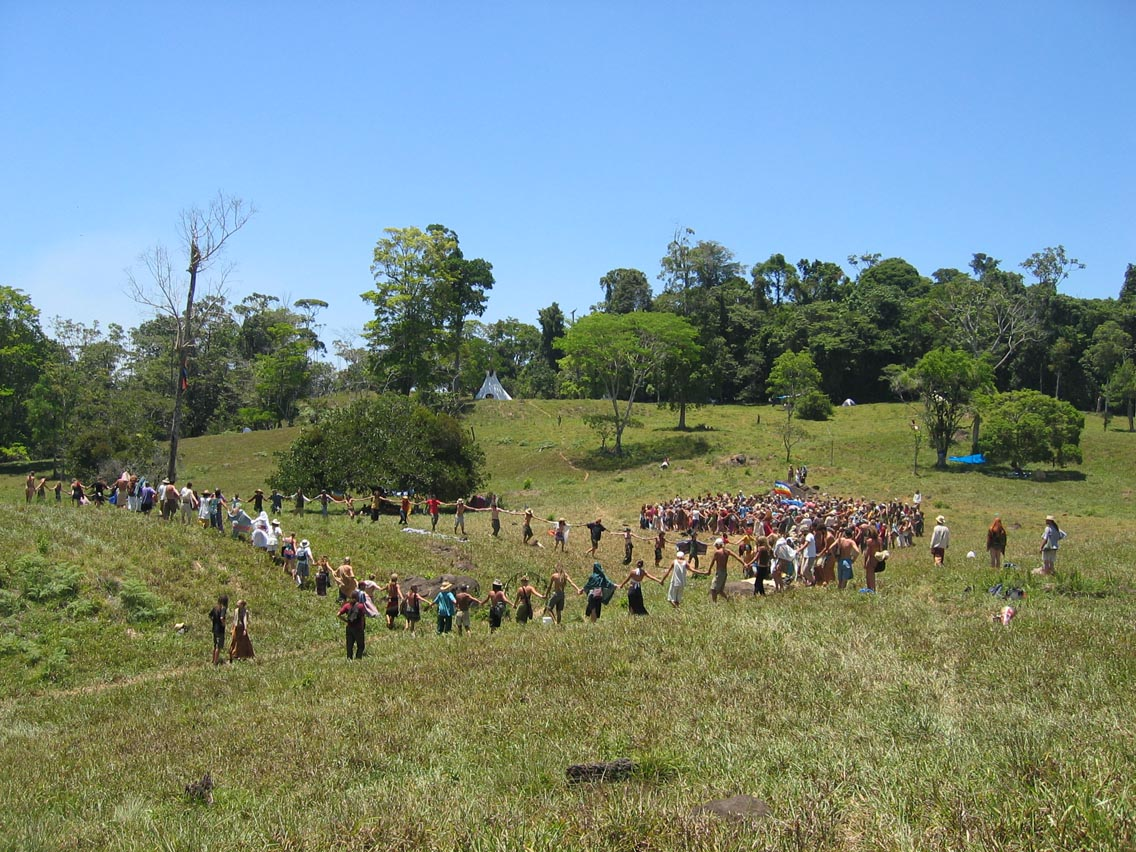
Rainbow Gathering 2004

Während des Spanischen Bürgerkriegs waren weite Teile des Nordens anarchistisch organisiert. Die anarchistisch verwalteten Gebiete wurden nach dem Grundprinzip des „Jedermann nach seinen Fähigkeiten, jedermann nach seinen Bedürfnissen“ betrieben. An einigen Stellen war Geld völlig eliminiert oder durch Gutscheine ersetzt worden. Unter diesem System hatte Ware oft nur ein Viertel ihrer vorigen Kosten. Trotz der Kritik hinsichtlich maximaler Effizienz produzierten anarchistische Kommunen oft mehr als vor der Kollektivierung. Die Arbeit in kürzlich befreiten Zonen erfolgte nach völlig freiheitlichen Prinzipien; Entscheidungen trafen Räte und Versammlungen ohne irgendeine Art von Bürokratie. Zusätzlich zur ökonomischen Revolution gab es einen Geist der kulturellen Revolution. Die als unterdrückend empfundenen Traditionen waren verschwunden. Frauen waren Abtreibungen erlaubt und die Idee der freien Liebe wurde populär.
Die nach dem Freischarführer Nestor Machno benannte anarchistische Bauern- und Partisanenbewegung Machnowschtschina, die zwischen 1917 und 1922 während des russischen Bürgerkrieges in der Ukraine aktiv war, gilt als anarchistische Organisierung. In der Zeit ihrer größten Ausdehnung gehörten der Machnowschtschina bis zu 30.000 freiwillige Partisanen auf einem Gebiet von etwa 10.000 km² mit sieben Millionen Einwohnern an. Für den gesamten freien Rayon abgestimmt wurden die Entscheidungen in einem Rayonkongress, einer Vollversammlung der Rätedelegierten.
Die Freistadt Christiania in Kopenhagen und viele Objekte der Hausbesetzerbewegung werden nach anarchistischen Prinzipien organisiert. Das Plenum behandelt die Angelegenheiten, welche die gesamte Gemeinschaft betreffen, als Entscheidungsgremium. Auch die Regenbogentreffen gelten als praktisch gelebte Anarchie.
Im venezolanischen Bundesland Lara vereinigen sich zahlreiche Kooperativen unter dem seit 1967 stetig wachsenden Dachverband Cecosesola (Abk. für Central Coperativa de Servicios Sociales del Estado Lara), dem in 50 Basisorganisationen insgesamt ca. 20.000 Mitglieder angehören. Der Schwerpunkt dieses Verbundes, deren Mitglieder sich vollständig hierarchiefrei organisieren, liegt in der Bereitstellung von hochwertigen Lebensmitteln und in der Gesundheitsversorgung.
Im Syrischen Bürgerkrieg formierten sich Einheiten mit anarchistischer Agenda, wie die „Internationalen Revolutionären Volks Guerilla Einheiten“ (IRPGF), die sich solidarisch zu den kurdischen Volksverteidigungseinheiten (YPG) erklärten, um mit ihnen gegen religiöse Eiferer des Islamischen Staates zu kämpfen.

## Film
- „Vivir la Utopia! – Die Utopie Leben!“ Film von Juan A. Gamero, Spanien 1997. Film über den Anarchismus in Spanien, Original Arte-TVE Catalunya 1997 (lief auch in Deutsch auf Arte).[21]